# العلاقات البوروندية الكوستاريكية
العلاقات البوروندية الكوستاريكية هي العلاقات الثنائية التي تجمع بين بوروندي وكوستاريكا.

## مقارنة بين البلدين
هذه مقارنة عامة ومرجعية للدولتين:
| وجه المقارنة                                              | بوروندي                                    | كوستاريكا                                 |
| --------------------------------------------------------- | ------------------------------------------ | ----------------------------------------- |
| المساحة (كم2)                                             | 27.83 ألف                                  | 51.10 ألف                                 |
| عدد السكان (نسمة)                                         | 10.86 مليون                                | 4.91 مليون                                |
| الكثافة السكانية (ن./كم²)                                 | 390.23                                     | 96.09                                     |
| العاصمة                                                   | بوجومبورا، جيتيغا                          | سان خوسيه                                 |
| اللغة الرسمية                                             | اللغة الكيروندية، لغة فرنسية، لغة إنجليزية | اللغة الإسبانية                           |
| العملة                                                    | فرنك بوروندي                               | كولون كوستاريكي                           |
| الناتج المحلي الإجمالي (بليون دولار)                      | 3.48 مليار                                 | 57.06 مليار                               |
| الناتج المحلي الإجمالي (تعادل القوة الشرائية) بليون دولار | 8.13 مليار                                 | 74.98 مليار                               |
| الناتج المحلي الإجمالي الاسمي للفرد دولار أمريكي          | 277                                        | 11.26 ألف                                 |
| الناتج المحلي الإجمالي للفرد دولار أمريكي                 | 77                                         | 14.92 ألف                                 |
| مؤشر التنمية البشرية                                      | 0.400                                      | 0.766                                     |
| رمز المكالمات الدولي                                      | +257                                       | +506                                      |
| رمز الإنترنت                                              | .bi                                        | .cr، قائمة نطاقات المستوى الأعلى للإنترنت |
| المنطقة الزمنية                                           | ت ع م+02:00                                | 00                                        |

## منظمات دولية مشتركة
يشترك البلدان في عضوية مجموعة من المنظمات الدولية، منها:
| علم المنظمة | اسم المنظمة                               | تاريخ انضمام بوروندي | تاريخ انضمام كوستاريكا |
| ----------- | ----------------------------------------- | -------------------- | ---------------------- |
|             | الاتحاد البريدي العالمي                   | ?                    | ?                      |
|             | يونسكو                                    | 16 نوفمبر 1962       | 19 مايو 1950           |
|             | البنك الدولي للإنشاء والتعمير             | 28 سبتمبر 1963       | 8 يناير 1946           |
|             | منظمة التجارة العالمية                    | 23 يوليو 1995        | ?                      |
|             | وكالة ضمان الاستثمار متعدد الأطراف        | 10 مارس 1998         | 8 فبراير 1994          |
|             | الاتحاد الدولي للاتصالات                  | 16 فبراير 1963       | 13 سبتمبر 1932         |
|             | منظمة الشرطة الجنائية الدولية             | ?                    | ?                      |
|             | مؤسسة التمويل الدولية                     | 28 نوفمبر 1979       | 20 يوليو 1956          |
|             | الأمم المتحدة                             | 18 سبتمبر 1962       | 2 نوفمبر 1945          |
|             | مؤسسة التنمية الدولية                     | 28 سبتمبر 1963       | 30 يونيو 1961          |
|             | منظمة حظر الأسلحة الكيميائية              | ?                    | ?                      |
|             | المركز الدولي لتسوية المنازعات الاستشارية | 5 ديسمبر 1969        | 27 مايو 1993           |

## وصلات خارجية
- موقع وزارة الخارجية الكوستاريكية